# Sociedade Esportiva Picos
La Sociedade Esportiva Picos, noto anche semplicemente come Picos, è una società calcistica brasiliana con sede nella città di Picos, nello stato del Piauí.

## Storia
Il club è stato fondato l'8 febbraio 1976. Il Picos ha vinto il Campionato Piauiense nel 1991, nel 1994, nel 1997, e nel 1998. Ha partecipato al Campeonato Brasileiro Série B nel 1992, e ha anche partecipato al Campeonato Brasileiro Série C nel 1995, dove è stato eliminato alla seconda fase, nel 1997, dove è stato eliminato alla prima fase, nel 1998, dove è stato eliminato alla seconda fase dall'Esporte Clube Limoeiro, e nel 2008, dove è stato eliminato alla seconda fase.

## Palmarès

### Competizioni statali
- Campionato Piauiense: 4

1991, 1994, 1997, 1998
- Campeonato Piauiense Segunda Divisão: 2

2007, 2019